# Cykelväska

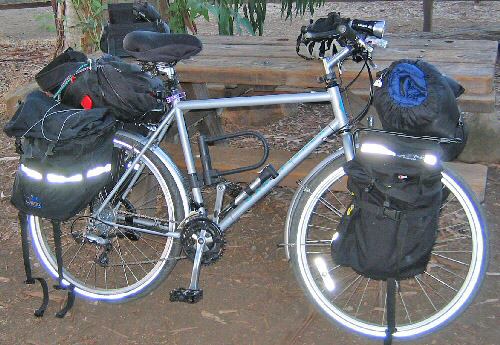
Moderna cykelväskor

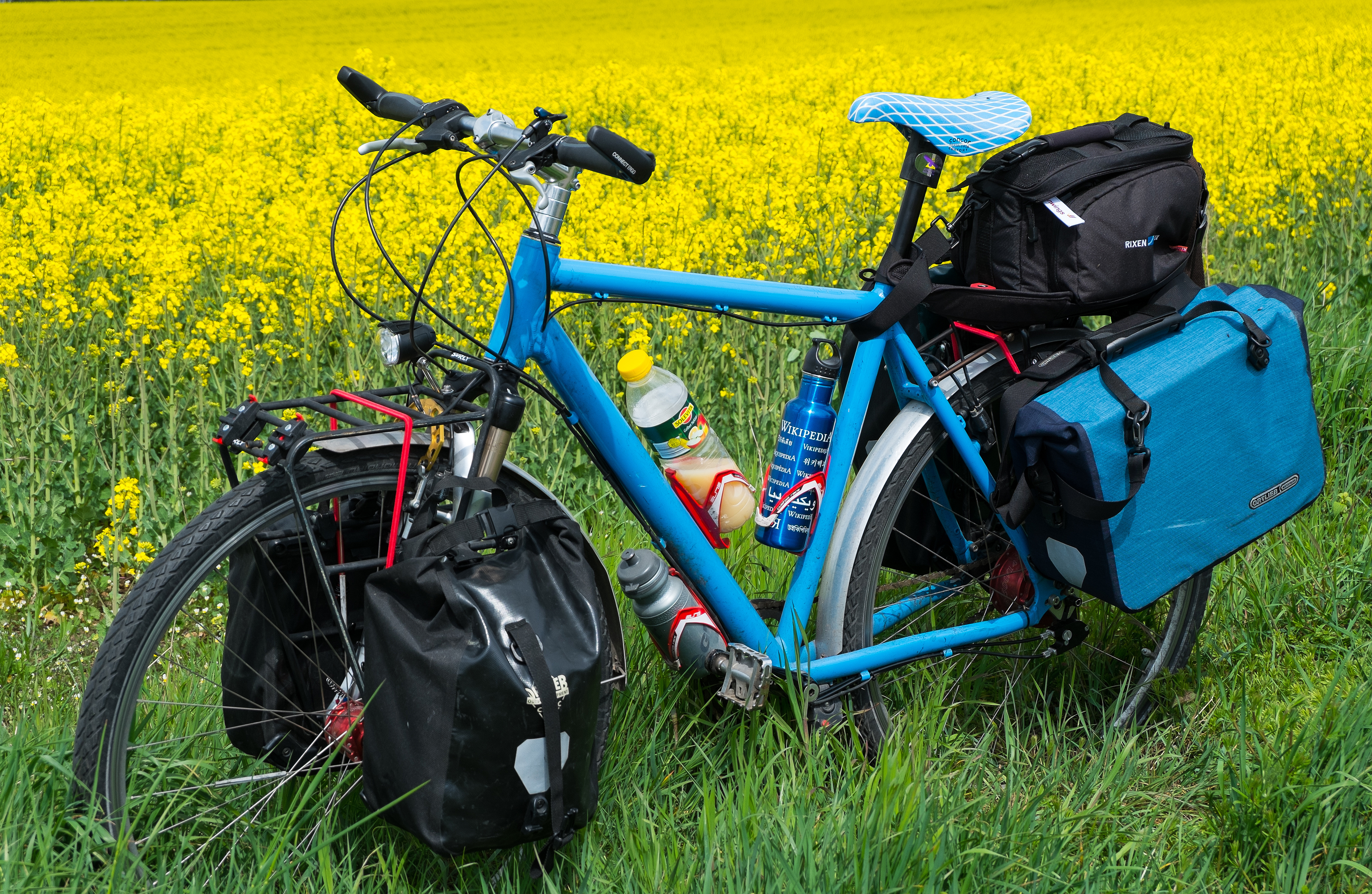

En cykelväska är en väska avsedd att fästas på en cykel. De finns i olika storlekar, material och utformning. Beroende på användningsområde kan hängas på olika delar av cykelramen, cykelsadeln eller på båda sidor om pakethållaren.

## Olika modeller
Cykelväskor finns i många olika modeller, som parväskor, enkelväskor, sadelväskor och väskor man kan hänga på styret.
Parväskor och väskor där fram benämns ofta som varianter av packväskor. Väskor av den förra typen är sinsemellan förbundna med remmar och hänger på pakethållaren. 
Enkelväskor har vanligen två krokar som man häktar fast på pakethållaren. Materialet är oftast smärting eller vävburen plast, mer sällsynt läder eller stålplåt.

### Verktygsväska (sadelväska)
På 1900-talet var cyklarna allmänt försedda med en liten verktygsväska, som kunde innehålla en mindre skiftnyckel, en skruvmejsel samt en ask med reparationsmaterial för punktering och en bit ventilgummi. Skiftnyckelns bakände hade en speciell utformning, som gjorde den ändamålsenlig för däckavtagning vid punktering. Verktygen var stöldbegärliga, varför man en tid förvarade verktygen i en låsbar plåtlåda, ofta kombinerad med ett rör för cykelpumpen. Motsvarande väskor används, under benämningen sadelväska, fortfarande på cyklar som låses in.
Verktygsväskan var alltid gediget utförd i läder och förekom i två huvudformer:
- Den äldsta typen var triangulär med dimensionerna avpassade så att den precis fick plats i utrymmet mellan ramens bakre del och bakre stänkskärmen.

- En senare variant var rektangulär och kunde på en herrcykel hänga på ramens översta rör. På en damcykel (och även på herrcyklar) kunde väskan hänga i små krokar på undersidan och längst bak på sadeln.